# Cet amour-là (livre)
Cet article concerne le livre de Yann Andrea. Pour le film qu'en a tiré Josée Dayan, voir Cet amour-là (film).
Cet amour-là est une autobiographie de Yann Andréa publiée en 1999 aux éditions Pauvert. L'auteur y relate sa vie avec Marguerite Duras, sa compagne, et évoque la question de l'écriture, de l'amour et de la mort. L'ouvrage est adapté au cinéma, en 2001 par Josée Dayan.